# How to Date Billy Walsh
How to Date Billy Walsh är en brittisk romantisk komedifilm från 2024. Filmen hade premiär på Prime Video.

## Handling
Filmen handlar om en elev vid namn Archie vars känslor för hans barndomsvän sätts på prov när den amerikanska utbytesstudenten Billy Walsh dyker upp i deras liv.

## Rollista
- Sebastian Croft
- Charithra Chandran
- Tanner Buchanan
- Kunal Nayyar
- Lucy Punch
- Nick Frost

### Svenska röster
- Amelia – Beata Hedman
- Archie – Melker Duberg
- Billy – Benjamin Tesfazion
- Rupert – Christian Hedlund
- Övriga röster – Alexander Kantsjö, Alexander Sherwood, Ellen Thureson, Emma Lewin Segelström, Jennie Jahns, Jennifer Sherwood, Josefina Hylén, Josefine Götestam, Leon Pålsson Sälling, Ludvig Törner, Mimmi Sandén, Nicklas Berglund, Valerie Tocca
- Regissör och tekniker – Alicia Åberg
- Översättare – Amanda Renberg
- Mixtekniker – Lars W. Sörensen
- Svensk version producerad av Iyuno[3]